# シンフォニエッタ (ダール)
『シンフォニエッタ』（Sinfonietta, for Concert Band）は、インゴルフ・ダールが作曲した吹奏楽曲。

## 楽曲
全米大学バンド指導者協会(CBDNA)西部・北西支部(Western and Northwestern Regions)の委嘱を受けて1961年に作曲。初演は1962年1月12日、ダールが勤務していた南カリフォルニア大学のトロージャン・シンフォニックバンド(Trojan Symphonic Band)、ウィリアム・シェーファー(William Schaefer)の指揮で行われた。初演後改訂が行われ、1969年に出版されている。
ストラヴィンスキーに影響を受けたダールによる、新古典的な手法で書かれている。ダールの作品を代表するものの一つであり、1949年に作曲、1953年に改訂された「サクソフォーン協奏曲」とともに、吹奏楽作品のなかでも特に優れたものとして評価されている。ソリスティックで透明、色彩的な書法は吹奏楽のレパートリーにおける新たな視点からの貢献であり、のちの作品に影響を及ぼしている。
ダールはこの作品を「生涯書きたかった作品」と言及している。もとになったのは委嘱前に作曲に着手していた「吹奏楽のためのセレナード」で、作曲を始めるにあたってダールは、ハイドンやモーツァルト、ベートーヴェンのセレナードを参照していた。また「サクソフォーン協奏曲」が1953年に改訂されるにあたって削除された素材も転用されている。

## 楽器編成
一般的なコンサート・バンド編成のために書かれている。
| 木管 | 木管                 | 金管  | 金管       | 弦・打 | 弦・打 |
| ---- | -------------------- | ----- | ---------- | ------ | --- |
| Fl.  | 2, Picc. 1(Fl.持替)  | Crnt. | 3 (or Tp.) | Cb.    | ● |
| Ob.  | 2 (C.A.1持替)        | Hr.   | 4          | Timp.  | ● |
| Fg.  | 2                    | Tbn.  | 3          | 他     | 大太鼓（シンバル付）, シンバル(クラッシュ2, サスペンデッド3), 小太鼓2, テナードラム, トムトム, トライアングル, カスタネット, タンバリン, サンドペーパーブロック, ウッドブロック, むち, タムタム, グロッケンシュピール, シロフォン |
| Cl.  | 3, E♭, Alto, Bass    | Eup.  | 1          | 他     | 大太鼓（シンバル付）, シンバル(クラッシュ2, サスペンデッド3), 小太鼓2, テナードラム, トムトム, トライアングル, カスタネット, タンバリン, サンドペーパーブロック, ウッドブロック, むち, タムタム, グロッケンシュピール, シロフォン |
| Sax. | Alt. 2 Ten. 1 Bar. 1 | Tub.  | ●          | 他     | 大太鼓（シンバル付）, シンバル(クラッシュ2, サスペンデッド3), 小太鼓2, テナードラム, トムトム, トライアングル, カスタネット, タンバリン, サンドペーパーブロック, ウッドブロック, むち, タムタム, グロッケンシュピール, シロフォン |

## 構成
3楽章からなり、演奏時間は20分程度。楽章単独での演奏も可能とされているが、各楽章の動機や構成は密接なつながりがある。全曲にわたって和声や旋律の基礎となっているのはA♭-E♭-C-G-D-Aの六音で、ダールによれば「調性的で、変イ長調を軸にしている」。
1. 序奏とロンド（Introduction and Rondo）
Moderato e dolce - Allegro con brio、2/4拍子。静かな序奏と華やかな主部からなり、主部は題名通りのロンド形式で、ソナタ形式が重ね合わせられている[8]。
この楽章には、既存の吹奏楽のレパートリーへの意識がうかがえる。チューニングに使われる変ロ音から始まり、序盤にはバンダのトランペットが現れ、打楽器の定型的なリズムが楽章を締めくくる[9]。また後半に現れるクラリネットセクションのユニゾンは、南カリフォルニア大学のバンドがウェーバーのコンチェルティーノをユニゾンで演奏していた記憶が反映している[6]。
2. 牧歌的夜想曲（Pastoral Nocturne）
Andantino con moto、12/8拍子。変ニ調が中心となる。静かな緩徐楽章で、トゥッティは一度も現れない[2]。ダールはフーガ、ワルツ、ガヴォットが含まれていると述べている[9]。「ガヴォット風に」("quasi gavotta")と記された中間部を軸にシンメトリックに構成されており[8]、楽章の最後にはアルトクラリネットの珍しいソロが置かれる[2]。
3. 舞踏変奏曲（Dance Variations）
Vivacissimo、3/4拍子。基本の六音に基づく音型が奏されて始まる。この動機がオスティナートとなり、パッサカリア風に展開していく[10]。三部形式に近い構成の主部に続いて、コーダは第1楽章の序奏と同じ素材に基づいており、全体のシンメトリックな構造を形づくる[11]。最後は静かに締めくくられるが、強音によるコーダも用意されている。